# Krefelder Preis für Fantastische Literatur
Der Krefelder Preis für Fantastische Literatur ist ein mit 10.000 Euro dotierter Literaturpreis der Stadt Krefeld für ein phantastisches Werk in deutscher Sprache. Der Preis wird alle zwei Jahre vergeben. Über die Verleihung entscheidet eine Fachjury. Schirmherr ist der Krefelder Fantasy-Autor Bernhard Hennen.
Ebenfalls verliehen wird ein Jugendpreis für die beste Kurzgeschichte in Höhe von 300 Euro.

Die dritte Verleihung ist für den 2. August 2025 geplant.

## Preisträger
- 2021 Thilo Corzilius für Diebe der Nacht
- 2023 Frauke Berger (Zeichnung) und Boris Koch (Text) und  für Das Schiff der verlorenen Kinder (Band 1)[2]
- 2025 Theresa Hannig für Parts per Million[3]